# Chet Raymo
Chet Raymo (Chattanooga, 17 settembre 1936) è uno scrittore e docente statunitense.
Chet Raymo è professore emerito di fisica presso lo Stonehill College in Massachusetts e ha tenuto per più di vent'anni una rubrica settimanale (Science Musings ) sulle colonne del Boston Globe.

## Principali pubblicazioni
- 1982 365 Starry Nights ISBN 0-6717-6606-6
- 1984 Biography of a Planet ISBN 0-13-078221-1
- 1985 The Soul of the Night ISBN 1-5610-1236-X
- 1987 Honey from Stone ISBN 1-5610-1235-1
- 1990 In the Falcon's Claw ISBN 1-5610-1287-4
- 1991 The Virgin and the Mousetrap: Essays in Search of the Soul of Science, Viking Books ISBN 0670833150
- 1993 The Dork of Cork ISBN 0-4466-7000-6
- 1998 Skeptics and True Believers ISBN 0-8027-7564-0
- 2000 Natural Prayers ISBN 1-8869-1345-5
- 2001 An Intimate Look at the Night Sky ISBN 0-8027-1369-6
- 2003 The Path ISBN 0-8027-1402-1
- 2004 Climbing Brandon ISBN 0-8027-1433-1
- 2005 Valentine ISBN 1-5610-1286-6
- 2006 Walking Zero ISBN 0-8027-1494-3
- 2008 When God is Gone, Everything is Holy ISBN 1-933495-13-8